# Conversation secrète
Pour les articles homonymes, voir The Conversation.
Pour plus de détails, voir Fiche technique et Distribution.
Conversation secrète (The Conversation) est un film d'espionnage américain écrit et réalisé par Francis Ford Coppola, sorti en 1974.
Ce thriller d'espionnage a reçu la Palme d'or lors du Festival de Cannes 1974. Il reçoit de nombreux autres prix et nominations, notamment pour l'Oscar du meilleur film en 1975. Cet Oscar est finalement décerné à un autre film de Coppola, Le Parrain, 2e partie, sorti aux États-Unis quelques mois seulement après Conversation secrète.

## Synopsis
Harry Caul, homme à principes, introverti, taciturne et un brin misanthrope, est un grand spécialiste de la filature. 
Il est engagé pour une mission qui consiste à enregistrer la conversation d'un jeune couple dans la foule sur la voie publique à San Francisco.
Sa mission accomplie, il découvre, en retravaillant ses enregistrements de manière à éliminer le maximum de bruits parasites, que ce couple est en danger de mort. Pris de remords au regard d'une mission précédente qui s'était soldée par la mort d'une famille entière, il est en proie à un dilemme moral qui l'obsède et va croissant.
Alors qu'il s'apprête à remettre les bandes et les photos à son commanditaire, un riche homme d'affaires, celui-ci est absent et son bras droit tente de lui forcer la main pour s'en emparer, incident qui accroît encore la méfiance et les scrupules de Harry.
Participant à un salon de la filature et de la surveillance, il y croise une de ses vieilles connaissances, Bernie Moran, personnage bavard, hâbleur et sans états d'âme mais admiratif face aux états de service de Harry. À l'issue de cette soirée, Harry passe la nuit avec une femme qui accompagnait cet homme. 
Celle-ci s'éclipse au petit matin après lui avoir volé les bandes. Un coup de téléphone lui apprend que celles-ci sont désormais en possession de son commanditaire, qu'il est prié de venir livrer les photos et qu'il pourra alors encaisser ses honoraires (15 000 $).
Une fois sur place, il entrevoit son donneur d'ordre, très irrité, en train d'écouter et de réécouter les bandes qui attestent de son infortune. Harry craint alors pour la vie du jeune couple qui doit se retrouver dans un hôtel. 
S'attendant au pire mais ne sachant trop quoi faire, Harry loue une chambre voisine de celle du couple. Là, il installe un dispositif d'écoute pour savoir ce qui se passe dans la chambre voisine. Bientôt, des éclats de voix et des bruits de coups se font entendre. Harry imagine alors une scène sanglante et d'une extrême violence. Bientôt, les bruits cessent. Au bout d'un moment, Harry sort alors de sa chambre et crochète la porte de la chambre voisine. Tout y est parfaitement rangé, comme si cette chambre n'avait jamais été occupée...

## Fiche technique
- Titre francophone : Conversation secrète
- Titre original : The Conversation
- Réalisation et scénario : Francis Ford Coppola
- Photographie : Bill Butler
- Montage : Richard Chew et Walter Murch
- Musique : David Shire
- Décors : Dean Tavoularis
- Costumes : Aggie Guerard Rodgers
- Son : Nathan Boxer, Michael Evje, Walter Murch et Art Rochester (en)
- Cascades : Buddy Joe Hooker
- Production : Francis Ford Coppola, Fred Roos et Mona Skager
- Sociétés de production : The Directors Company (en), The Coppola Company, American Zoetrope et Paramount Pictures
- Sociétés de distribution : Paramount Pictures (États-Unis), Cinema International Corporation (France)
- Pays de production :  États-Unis
- Format : Couleurs - 1,78:1 - son mono - 35 mm
- Genre : espionnage, thriller, drame
- Durée : 114 minutes
- Budget : 1 600 000 dollars
- Dates de sortie[1] :
  - États-Unis : 7 avril 1974 (sortie limitée)
  - France : juin 1974
  - France : 25 octobre 2000 (ressortie)
  - France : 6 janvier 2010 (ressortie)

## Distribution
Légende : 1er doublage (1974) ; 2e doublage (2000)
- Gene Hackman (VF : Jacques Dynam ; Patrick Béthune) : Harry Caul
- John Cazale  (VF : Jacques Ciron)  : Stan, assistant de Harry
- Allen Garfield (VF : Jacques Deschamps) : William P. « Bernie » Moran
- Frederic Forrest (VF : Jean Fontaine) : Mark
- Cindy Williams (VF : Jocelyne Darche) : Ann
- Michael Higgins (VF : Pierre Fromont) : Paul
- Elizabeth MacRae : Meredith
- Teri Garr : Amy Fredericks, la petite amie de Harry
- Harrison Ford (VF : Daniel Gall ; Lionel Tua) : Martin Stett
- Mark Wheeler : le réceptionniste
- Robert Shields : le mime
- Phoebe Alexander (VF : Paule Emanuele) : Lurleen

### Acteurs non crédités
- Ramon Bieri (VF : Roger Lumont) : un homme à la fête
- Gian-Carlo Coppola : l'enfant à l'église
- Robert Duvall : M. C., le directeur
- George Meyer (VF : Jacques Marin) : le représentant de la marque Spectre
- Billy Dee Williams : un homme avec un chapeau jaune
- Richard Hackman : le prêtre au confessionnal / un agent de sécurité

## Production
Source : Making-of DVD

### Genèse du projet
En 1966, Francis Ford Coppola, fasciné par les inventions dans le domaine de l'espionnage et en particulier la surveillance dans la foule à l'aide d'un micro longue distance, commence à écrire un scénario sur un homme écoutant les conversations dans le public, en plein San Francisco, jusqu'au moment où il surprend la discussion d'un couple parlant d'un complot meurtrier. Le réalisateur se base essentiellement sur le film Blow-Up de Michelangelo Antonioni sorti en 1966 ; basé à son tour sur Les fils de la Vierge, une nouvelle de Julio Cortázar ; dans lequel un photographe capturait involontairement un meurtre sans s'en apercevoir. Par ailleurs, Francis Ford Coppola a avoué qu'une conversation avec le réalisateur Irvin Kershner sur la surveillance l'a aussi beaucoup influencé. Alors qu'il voulait faire ce film juste après La Vallée du bonheur (1968), il peine à le faire financer. En 1972, fort du succès du Parrain qu'il considère comme une simple commande commerciale, il parvient à lancer Conversation secrète avec le soutien de la Paramount. Le réalisateur produit également le film via la société The Directors Company, qu'il a fondée avec les réalisateurs William Friedkin et Peter Bogdanovich.

### Attribution des rôles
Gene Hackman, emballé par le scénario, est choisi pour jouer le rôle de Harry Caul. Pour incarner son personnage, l'acteur a dû apprendre à maîtriser divers appareils d'écoutes et même à jouer un peu de saxophone. Par ailleurs, son frère Richard Hackman incarne deux rôles différents dans le film : le prêtre dans le confessionnal et un agent de sécurité. 
Après avoir déjà été dirigé par Francis Ford Coppola dans Le Parrain, John Cazale renouvelle sa collaboration avec le réalisateur en campant le personnage de Stan, collègue de Harry. Deux acteurs issus du film American Graffiti de George Lucas — que Francis Ford Coppola a produit — font également partie du casting : Cindy Williams et Harrison Ford. On note enfin un caméo de Robert Duvall à la fin du film, dans le rôle du directeur ayant engagé Harry Caul.
Timothy Carey est initialement engagé pour incarner Bernie Moran. Il sera finalement remplacé par Allen Garfield.
Au départ, Harrison Ford avait été envisagé pour jouer le rôle de Mark (tenu finalement par Frederic Forrest) mais a décroché celui de Martin Stett. Gian-Carlo Coppola (fils aîné du réalisateur), à l'époque âgé de 9 ans, fait une apparition dans la scène de l'église.
Certains acteurs du film collaboreront une nouvelle fois avec le réalisateur : John Cazale reprend son rôle de Fredo Corleone dans Le Parrain, 2e partie, alors que Frederic Forrest, Robert Duvall et Harrison Ford apparaîtront dans Apocalypse Now.

### Tournage et postproduction
Le tournage débute le 26 novembre 1972. Il se déroule à San Francisco (Potrero Hill, Cathedral Hill, Financial District, Union Square, Alamo Square, One Embarcadero Center, Powell Street).
Le directeur de la photographie Haskell Wexler est remplacé par Bill Butler pour cause de divergences artistiques. Francis Ford Coppola expliquera que Haskell Wexler avait une approche plutôt romantique du film, à l'instar de L'Affaire Thomas Crown (1968), alors que le réalisateur souhaite un style visuel « cinéma vérité » comme Medium Cool (1969) — ironiquement réalisé par Haskell Wexler.
Une fois le tournage terminé, le réalisateur décide de commencer Le Parrain, 2e partie et donne carte blanche à Walter Murch pour se charger du montage et du mixage.

## Bande originale
Francis Ford Coppola confie la composition de la musique à David Shire, son beau-frère à l'époque. Le réalisateur exige du compositeur d'écrire une partition non pas pour un orchestre, comme Shire l'espérait, mais pour un seul instrument : le piano. La plupart de la musique est composée avant le tournage et jouée aux acteurs sur le plateau.
On peut par ailleurs entendre dans le film :
- Sophisticated Lady, composé par Duke Ellington
- Bill Bailey Won't You Please Come Home, interprété par Hughie Cannon (en)
- When the Red Red Robin Comes Bob Bob Bobbin' Along, interprété par Harry M. Woods (en)
- When I Take My Sugar To Tea, composé par Sammy Fain
- To Each His Own, composé par Jay Livingston
- Out of Nowhere, composé par Johnny Green
- I Remember You, composé par Victor Schertzinger
- Take Five, interprété par Paul Desmond

## Accueil
Le film reçoit des critiques globalement positives. Sur l'agrégateur américain Rotten Tomatoes, il récolte 96 % d'opinions favorables pour 55 critiques et une note moyenne de 8,70⁄10. Sur Metacritic, il obtient une note moyenne de 85⁄100 pour 15 critiques.
Le film fait partie de la liste des films préférés du célèbre critique américain Roger Ebert. Le film fait par ailleurs partie du livre 1 001 films à voir avant de mourir (2003). Francis Ford Coppola avouera que c'est le film qu'il préfère dans sa filmographie, tout comme l'acteur Gene Hackman.
Côté box-office, le film récolte 4 420 000 $ sur le sol américain, pour un budget de 1,6 million de dollars. En France, il attire 234 972 spectateurs.

## Distinctions

### Récompenses
- Palme d'or et prix du jury œcuménique, lors du Festival de Cannes 1974.
- Meilleur film de langue anglaise, meilleur réalisateur et meilleur acteur pour Gene Hackman, par la National Board of Review en 1974.
- Meilleur montage et meilleure bande originale, lors des BAFTA Awards en 1975.
- Meilleur film et meilleur réalisateur, lors des Kansas City Film Critics Circle Awards en 1975.
- Le film est préservé par la National Film Registry à la Bibliothèque du Congrès depuis 1995.

### Nominations
- Oscar du meilleur film, meilleur scénario et meilleur mixage de son en 1975.
- Meilleur réalisateur, meilleur scénario et meilleur acteur pour Gene Hackman, lors des BAFTA Awards en 1975.
- Meilleur réalisateur, par la Directors Guild of America en 1975.
- Prix Edgar-Allan-Poe du meilleur film en 1975.
- Golden Globe du meilleur film dramatique, meilleur réalisateur, meilleur scénario et meilleur acteur pour Gene Hackman en 1975.
- Meilleur scénario dramatique original, par la Writers Guild of America en 1975.
- Meilleur commentaire audio, lors des DVD Exclusive Awards en 2001.

## Commentaires
Le film est souvent mis en rapport avec le délabrement de la vie politique américaine, de l'assassinat de John F. Kennedy à Dallas en 1963 au scandale des écoutes du Watergate en 1972. Or, Francis Ford Coppola affirme se souvenir davantage des faits présentés dans la presse que des faits réels. Par conséquent, il ne retient aucune implication politique, simplement des faits techniques, comme si la vraie révolution de ces années-là était plus d'ordre esthétique.
Intermède entre les deux Parrain, le film révèle par voisinage la soif de vanité des membres de la famille Corleone. La mélancolie est l'affect profond de ce cinéma qui semble souvent désaffecté. Harry Caul assis dans son canapé entame un énième air de jazz au saxophone, définitivement seul, comme c'est le cas de Michael Corleone à la fin du Parrain, 2e partie. En une décennie (les années 1970) Francis Ford Coppola a, en quatre films, brossé le portrait de trois hommes (Michael Corleone, Harry Caul et le Colonel Kurtz), rongés par la mélancolie et par la solitude.
Dans son rêve, Harry Caul précise à Ann qu'il a été paralysé des bras et des jambes dans son enfance. Ce fut réellement le cas de Coppola qui a attrapé la poliomyélite à l'âge de neuf ans, ce qui l'a contraint à rester cloué au lit une année durant.
Le film influence en partie Brian De Palma pour son film Blow Out sorti en 1981, avec John Travolta et Nancy Allen. Tout comme Conversation secrète, Blow Out est par ailleurs inspiré de Blow-Up (1966) de Michelangelo Antonioni. De nombreux thrillers et films d'action s'inspirent également du film, comme Ennemi d'État (1998) de Tony Scott. Outre la présence de Gene Hackman, une scène de surveillance ressemble fortement à celle qui ouvre Conversation Secrète à San Francisco. De plus, une photographie de Gene Hackman jeune, tirée de Conversation secrète, est utilisée. On peut se demander dans quelle mesure ce film a inspiré un autre scénario, dans un autre univers, celui des scrupules d'un policier surveillant un couple sur écoute : celui de La Vie des Autres; de même que dans le film Trois Couleurs : Rouge, ou un ancien juge à la retraite occupe son temps à écouter les conversations de ses voisins, qu'il a préalablement mis sur écoute, grâce à un appareil d'écoute sophistiqué.
Le personnage de Gene Hackman se nomme initialement Harry Call (Call signifiant appel téléphonique en anglais), devenant, après une erreur de frappe, Harry Caul. Francis Ford Coppola décide de conserver ce second nom. Le personnage est par ailleurs inspiré de Martin Kaiser, un expert en technologie de surveillance qui officie comme consultant sur le tournage du film.